# 2022–2023-as magyar női kézilabda-bajnokság (első osztály)
A 2022–2023-as magyar női kézilabda-bajnokság (szponzorációs nevén K&H női kézilabda liga) a bajnokság 72. kiírása, a címvédő a Győri Audi ETO KC csapata.
A bajnoki címét meg tudta védeni a győri egyesület, 17. bajnoki címét megszerezve. A Siófok KC pénzügyi gondok miatt a szezon végén megvált játékosai nagy részétől, és a következő szezonra nem kapott indulási engedélyt a szövetségtől. Így a 13. helyen végző Nemzeti Kézilabda Akadémia csapata bent maradt az első osztályban a következő szezonra.

## Résztvevő csapatok
Az előző idényhez hasonlóan ebben a szezonban is 14 csapat alkotja az NB I mezőnyét. A 2021–2022-es szezon végén kiesett a Vasas, valamint a Szombathelyi KKA. Helyükre az NB I/B keleti és nyugati csoportjának bajnoka, a Békéscsabai Előre NKSE és a Nemzeti Kézilabda Akadémia került.
| Klub név                   | Székhely        |
| -------------------------- | --------------- |
| Alba Fehérvár KC           | Székesfehérvár  |
| Moyra-Budaörs Handball     | Budaörs         |
| DVSC SCHAEFFLER            | Debrecen        |
| Dunaújvárosi Kohász KA     | Dunaújváros     |
| Érd NK                     | Érd             |
| FTC-Rail Cargo Hungaria    | Budapest        |
| Győri Audi ETO KC          | Győr            |
| Kisvárda Master Good SE    | Kisvárda        |
| Mosonmagyaróvári KC SE     | Mosonmagyaróvár |
| MTK Budapest               | Budapest        |
| Nemzeti Kézilabda Akadémia | Balatonboglár   |
| Siófok KC                  | Siófok          |
| Békéscsabai Előre NKSE     | Békéscsaba      |
| Váci NKSE                  | Vác             |

## A bajnokság végeredménye
| Hely. | Csapat                     | M  | Gy | D | V  | G+  | G–  | Gk   | P  | Továbbjutás                |
| ----- | -------------------------- | -- | -- | - | -- | --- | --- | ---- | -- | -------------------------- |
| 1.    | Győri Audi ETO             | 26 | 25 | 0 | 1  | 854 | 590 | +264 | 50 | Bajnokok Ligája-csoportkör |
| 2.    | FTC-Rail Cargo Hungaria    | 26 | 23 | 2 | 1  | 853 | 614 | +239 | 48 | Bajnokok Ligája-csoportkör |
| 3.    | DVSC SCHAEFFLER            | 26 | 18 | 3 | 5  | 778 | 633 | +145 | 39 | Bajnokok Ligája-csoportkör |
| 4.    | Mosonmagyaróvári KC        | 26 | 17 | 2 | 7  | 799 | 698 | +101 | 36 | Európa-liga csoportkör     |
| 5.    | Siófok KC                  | 26 | 13 | 4 | 9  | 731 | 697 | +34  | 30 | Kiesett az NB II-be        |
| 6.    | Váci NKSE                  | 26 | 13 | 2 | 11 | 724 | 689 | +35  | 28 | Európa-liga 3.selejtezőkör |
| 7.    | Alba Fehérvár              | 26 | 10 | 3 | 13 | 650 | 730 | −80  | 23 |                            |
| 8.    | MTK Budapest               | 26 | 9  | 3 | 14 | 702 | 719 | −17  | 21 |                            |
| 9.    | Kisvárda Master Good       | 26 | 10 | 0 | 16 | 597 | 689 | −92  | 20 |                            |
| 10.   | Dunaújvárosi Kohász        | 26 | 8  | 3 | 15 | 643 | 763 | −120 | 19 |                            |
| 11.   | Moyra-Budaörs              | 26 | 8  | 3 | 15 | 635 | 728 | −93  | 19 |                            |
| 12.   | Békéscsabai Előre NKSE     | 26 | 7  | 0 | 19 | 644 | 761 | −117 | 14 |                            |
| 13.   | Nemzeti Kézilabda Akadémia | 26 | 5  | 1 | 20 | 629 | 739 | −110 | 11 |                            |
| 14.   | Érd                        | 26 | 3  | 0 | 23 | 634 | 823 | −189 | 6  | Kiesett az NB I/B-be       |